# Гран-при Ченто — Карневале д’Эуропа
Гран-при Ченто — Карневале д'Эуропа (итал. Gran Premio di Cento-Carnevale d'Europa) — шоссейная однодневная велогонка, проходившая по территории Италии с 1997 по 2011 год.

## История
Гонка была создана в 1997 году и изначально проводилась в рамках национального календаря. В 2000 году вошла в Женский мировой шоссейный календарь UCI. В 2007 году не проводилась.
Маршрут гонки проходил в Ченто провинции Феррара области Эмилия-Романья, месте проведения Карневале д’Эуропа. Он представлял собой круг длиной 6 км с равнинным профилем который преодолевали почти 20 раз. Общая протяжённость дистанции составляла от 100 до 110 км.
Рекордсменками с двумя победами стали итальянки Грета Зокка и Джорджия Бронцини и немка Регина Шлейхер. 

## Призёры
| Год  | Победитель         | Второй                | Третий                 |
| ---- | ------------------ | --------------------- | ---------------------- |
| 1997 | Симона Паренте     | Валерия Каппеллотто   | Элизабет Шеван-Брюнель |
| 1998 | Грета Зокка        | Зинаида Стагурская    | Диана Жилюте           |
| 1999 | Эдита Пучинскайте  | Диана Жилюте          | Оксана Сапрыкина       |
| 2000 | Грета Зокка        | Анна Уилсон           | Сара Феллони           |
| 2001 | Рошелль Гилмор     | Зинаида Стагурская    | Катя Лонгин            |
| 2002 | Зульфия Забирова   | Мартина Корацци       | Гита Белтман           |
| 2003 | Регина Шляйхер     | Диана Жилюте          | Джорджа Бронцини       |
| 2004 | Николь Брендли     | Зульфия Забирова      | Янильдес Фернандеш     |
| 2005 | Зинаида Стагурская | Модеста Вжесняускайте | Анна Цуньо             |
| 2006 | Регина Шляйхер     | Диана Жилюте          | Катя Лонгин            |
| 2008 | Диана Жилюте       | Грете Трейер          | Раса Лелейвите         |
| 2009 | Джорджа Бронцини   | Рошелль Гилмор        | Мония Баккаилле        |
| 2010 | Джорджа Бронцини   | Рошелль Гилмор        | Мония Баккаилле        |
| 2011 | Мония Баккаилле    | Аннализа Кучинотта    | Джорджа Бронцини       |